# Rudecindo Ortega Mason
Rudecindo Segundo Ortega Mason (Temuco, 3 de junio de 1896-Santiago, 10 de octubre de 1962) fue un profesor, abogado y político chileno, miembro del Partido Radical (PR). Se desempeñó como diputado, senador, y ministro de Estado de su país, durante el gobierno del presidente Pedro Aguirre Cerda. Además, entre 1954 y 1956, ejerció como embajador de Chile ante la Organización de las Naciones Unidas (ONU), bajo el segundo gobierno del presidente Carlos Ibáñez del Campo.

## Familia y estudios
Nació en la comuna chilena de Temuco el 3 de junio de 1899, hijo de Rudecindo Ortega Leiva y Telésfora Mason Candia. Realizó sus estudios primarios en el Liceo de Temuco y los secundarios en el Liceo de Concepción. Continuó los superiores en la Universidad de Chile, titulándose como profesor de castellano, filosofía y educación cívica en 1920. También se graduó de abogado en la Escuela de Derecho de la misma universidad. En ese rol fue director de la Federación de Estudiantes de Chile en 1919, y al año siguiente, delegado de la universidad al Congreso de Piriápolis en Uruguay.
Se casó en dos oportunidades, primero con Raquel Tremayne, con quien tuvo tres hijos: Raquel, Sonia y Sergio, y en segundas nupcias con Viola Mafalda Contreras Núñez, sin tener descendencia.

## Carrera profesional
En el ámbito profesional, ejerció como docente en el Instituto Nacional y en el Liceo de Hombres de Temuco en 1923. También fue profesor de castellano en el Instituto Secundario de Bellas Artes en 1930. Además, actuó como colaborador y redactor de los diarios La Mañana y La Nación de dicha comuna.
Por otra parte, fue presidente honorario de la Liga de Estudiantes Pobres de Temuco, de la Alianza de Intelectuales y de la Liga de los Derechos del Hombre.

## Carrera política

### Diputado
En el ámbito político, se incorporó a las filas del Partido Radical (PR) en 1920. En las elecciones parlamentarias de 1925, se postuló como candidato a diputado por la 21.ª Agrupación Departamental (correspondiente a los departamentos de Llaima, Imperial y Temuco), resultando electo para el período legislativo 1926-1930. En su gestión integró en calidad de reemplazante las comisiones de, Reforma Constitucional y Reglamento; Educación Pública; Gobierno Interior y Legislación y Justicia. Obtuvo la reelección diputacional por la misma zona en las parlamentarias de 1930 (Congreso Termal), para el período 1930-1934; integrando y presidiendo en esa oportunidad, la Comisión Permanente de Educación Pública. Sin embargo, no logró finalizar su período debido a la disolución del Congreso Nacional el 4 de junio de 1932, mediante un decreto de la Junta de Gobierno liderada por el socialista Carlos Dávila.
Una vez reinstaurada la institucionalidad, en las elecciones parlamentarias de ese mismo año, se postuló nuevamente 
como candidato a diputado por la misma representación, resultando electo para el período 1933-1937. De la misma manera, obtuvo la reelección para el período 1937-1941; en ambas también integrando y presidiendo la Comisión de Educación Pública.

### Ministro de Educación Pública
Paralelamente, el 24 de diciembre de 1938, fue nombrado por el presidente Pedro Aguirre Cerda, también radical, como ministro de Educación Pública, por lo que, debido a la incompatibilidad de cargos, tuvo que abandonar la Cámara de Diputados. En su reemplazo se incorporó el también radical Armando Holzapfel Álvarez, quien juró el 10 de marzo de 1939, tras lograr 12.228 votos contra Fortunato Navarro Herrera (del Partido Agrario), quien obtuvo solo 6.141 preferencias.

### Senador
En marzo de 1936 falleció el senador Artemio Gutiérrez Vidal, quien fue sucedido por Cristóbal Sáenz Cerda, quien prontamente fue nombrado ministro de Relaciones Exteriores y Comercio, por lo cual se abrió una nueva elección complementaria donde logró imponerse con 22.619 votos contra Gregorio Amunátegui Jordán (PL) con 18.564 votos y Jorge González von Marées (MNSCh) con 2.366 preferencias.
Asumió como senador por la 8.ª Agrupación Provincial de Biobío, Malleco y Cautín el 22 de abril de 1940, completando el período legislativo pendiente que concluyó en 1941, cuando fue reelecto senador por la misma agrupación provincial (1941-1949). Integró en estos períodos las comisiones de Educación, de Reglamento y de Presupuesto.
En el ejercicio del puesto, en 1942, fue elegido como presidente de la Convención Radical, celebrada en Santiago. Con posteridad, en 1948, renunció a su colectividad por negarse a la dictación de la «Ley de Defensa de la Democracia» (también denominada Ley Maldita) por parte del gobierno del presidente Gabriel González Videla, organizando y fundando el Partido Radical Doctrinario, del cual fue su presidente.

### Embajador en la ONU y presidente de la Asamblea General de la misma
En el marco del segundo gobierno del presidente Carlos Ibáñez del Campo, en 1953, fue nombrado como embajador permanente de Chile ante las Naciones Unidas, instancia donde presidió el Consejo de Seguridad del organismo. Además, ocupó la presidencia de la Comisión de Derechos Humanos y la vicepresidencia del Comité, de la misma materia, del Fondo Económico para el Desarrollo de las Naciones Insuficientemente Desarrolladas. En 1956, le correspondió presidir la primera y segunda sesiones especiales de emergencia de la Asamblea General de las Naciones Unidas, año en que dejó esa labor diplomática.
En 1959, se reunió con el líder comunista chino Mao Zedong, en Pekín. Falleció en Santiago de Chile el 10 de octubre de 1962, a los 66 años.